# Matthias Westerwinter
Matthias Westerwinter (* 28. September 1963 in Bielefeld) ist ein ehemaliger deutscher Fußballspieler. Der Stürmer spielte für Arminia Bielefeld und Hertha BSC.

## Werdegang
Aus der Jugend des Bielefelder Vorortklubs TuS 08 Senne I wechselte Westerwinter 1976 zur Arminia. Der ehemalige deutsche U-18-Nationalspieler gab am 4. Juni 1983 sein Bundesligadebüt als Spieler von Arminia Bielefeld beim Karlsruher SC. Mit Arminia stieg Westerwinter 1985 ab. Im Relegationsrückspiel gegen den 1. FC Saarbrücken erzielte er das Tor zur zwischenzeitlichen 1:0-Führung. Insgesamt absolvierte er 35 Bundesligaspiele und erzielte dabei vier Tore.
Nach dem Abstieg wechselte Westerwinter zu Hertha BSC, kehrte aber schon nach einem Jahr nach Bielefeld zurück. Im Jahre 1988 stieg Westerwinter mit der Arminia in die Oberliga Westfalen ab. Für Hertha und Bielefeld absolvierte er 80 Zweitligaspiele und erzielte 20 Tore. Im Jahre 1990 wurde Westerwinter mit der Arminia Meister der Oberliga Westfalen, verpasste in der anschließenden Aufstiegsrunde die Rückkehr in die 2. Bundesliga. Daraufhin beendete er seine aktive Karriere. In der Saison 1993/94 kehrte er für zwei Spiele für den FC Gütersloh auf den Platz zurück.
Nach seiner Karriere arbeitete Westerwinter für einige Jahre im Reha-Zentrum seines ehemaligen Bielefelder Mitspielers Detlef Schnier. Nebenbei spielt Westerwinter in Arminias Traditionsmannschaft. Heute ist er im Fitness-Club INJOY Bielefeld bei seinem ehemaligen Fußballkollegen Efthimios Kompodietas tätig.